# كالفين لوكهارت
كالفين لوكهارت (بالإنجليزية: Calvin Lockhart) هو ممثل أمريكي وباهاماس، ولد في 18 أكتوبر 1934 في باهاماس، وتوفي بنفس المكان في 29 مارس 2007 بسبب سكتة.

## أعمال

### أفلام
- (1970) ميرا بريكندريدج
- (1988) القدوم إلى أميركا[4]
- (1990) بريداتور 2[5][6]
- (1990) وايلد ات هارت

## وصلات خارجية
- كالفين لوكهارت على موقع IMDb (الإنجليزية)
- كالفين لوكهارت على موقع قاعدة بيانات برودواي على الإنترنت (الإنجليزية)
- كالفين لوكهارت على موقع إن إن دي بي (الإنجليزية)
- كالفين لوكهارت على موقع ديسكوغز (الإنجليزية)
- كالفين لوكهارت على موقع قاعدة بيانات الفيلم (الإنجليزية)